# しんわディーシーカード
しんわディーシーカード株式会社はかつて存在した親和銀行の系列会社であり、ディーシーカードのフランチャイジー。親和銀行の顧客基盤をもとに主に長崎県内でディーシーカードの発行、加盟店の獲得をしていた。
2010年7月1日に株式会社FFGカードに吸収合併された。

## 親和銀行との資本関係
しんわディーシーカードは親和銀行の連結子会社だったが、同行本体の出資比率は5%のみで、85%は同行の複数の子会社が保有していた。2004年7月1日に九州親和ホールディングス（KSFG）がその85%の株式を取得して同社の直接の子会社となり、親和銀行との親子関係が切れた（同行本体が保有の株式は継続保有）が、2007年8月にKSFGが解散し、親和銀行がふくおかフィナンシャルグループの傘下となったことを受け、KSFG保有株式を同行が引き取ったため、同行の直接の子会社となり、親子関係も戻った。